# Ла Бела-Лигонто (Тревизо)
Ла Бела-Лигонто је насеље у Италији у округу Тревизо, региону Венето.
Према процени из 2011. у насељу је живело 414 становника. Насеље се налази на надморској висини од 168 м.